# Metacrobunus
Metacrobunus – rodzaj kosarzy z podrzędu Laniatores i rodziny Epedanidae.

## Występowanie
Przedstawiciele rodzaju zamieszkują Azję Południowo-Wschodnią.

## Systematyka
Opisano dotąd zaledwie 2 gatunki z tego rodzaju:
- Metacrobunus frontalis Roewer, 1915
- Metacrobunus macrochelis Banks, 1930